# 오가 지진
오가 지진(男鹿地震)은 1939년 5월 1일에 일본의 오가반도 부근에서 발생한 지진이다. 지진 규모는 M6.8. 오가반도 단층대에서 발생한 지진으로 추정된다.

## 진도
진도4 이상을 관측한 지역은 다음과 같다.
| 진도 | 도도부현   | 시구정촌                              |
| ---- | ---------- | ------------------------------------- |
| 5    | 아키타현   | 아키타시 다카노스정                   |
| 4    | 아오모리현 | 히로사키시                            |
| 4    | 이와테현   | 시즈쿠이시정 하나마키시 유다정 오슈시 |
| 4    | 야마가타현 | 사카타시                              |

오가반도 중앙부는 진도7급의 진동이 있었던 것으로 추정된다.